# Stara Różanka
Stara Różanka (Duits: Alt Rosenthal) is een dorp in de Poolse woiwodschap Ermland-Mazurië. De plaats maakt deel uit van de gemeente Kętrzyn en telt 191 inwoners.